# Paracestrotus gibbosus
Paracestrotus gibbosus är en tvåvingeart som beskrevs av Friedrich Georg Hendel 1926. Paracestrotus gibbosus ingår i släktet Paracestrotus och familjen lövflugor.
Artens utbredningsområde är Peru. Inga underarter finns listade i Catalogue of Life.